# Myotis simus
Myotis simus — вид рукокрилих роду Нічниця (Myotis). 

## Поширення, поведінка
Проживання: Аргентина, Бразилія, Колумбія, Еквадор, Парагвай, Перу. 

## Морфологія

### Морфометрія
Довжина голови й тіла: 47-56, довжина хвоста: 35-39, довжина задньої ступні: 10, довжина вуха: 14, довжина передпліччя 34-39, вага: 8 гр. 

### Опис
Це невеликого розміру кажан. Голова трикутна. Ніс має конічну форму. Вуха трикутні і загострені. Очі малі. Хутро м'яке, шовковисте, коротке і пухнасте. Спина від блідо до яскраво-оранжевого або коричнево-корицевого кольору. Черевна область з довгим волоссям, з жовтими кінчиками і темними основами. Мембрана осягає більше, ніж довжина ніг. Хвіст повністю всередині мембрани. 
| Зубна формула   |
| --------------- |
| I 2 C 1 P 3 M 3 |
| I 3 C 1 P 3 M 3 |

## Поведінка
Живиться дрібними комахами, такими як метелики, жуки і мухи, які ловить у польоті. Має швидкий політ з швидкими ударами крил. Може різко змінити напрямок польоту, щоб зловити свою здобич. Використовує високі і низькі шари лісу. Знаходить притулок в дуплах дерев, ущелинах скель або покинутих будівлях, де вони збирається в тісні групи з від кількох десятків до кількох сотень особин. Розпочинає свою діяльність, як тільки стемніє. Присутній у первинних лісах.